# Варшавское шоссе
Варшавское шоссе — магистральная улица в Москве, проходящая от Большой Тульской улицы до границы Москвы с Калужской областью через районы Донской, Нагатино-Садовники, Нагорный, Чертаново Северное, Чертаново Центральное, Чертаново Южное (ЮАО), Северное Бутово, Южное Бутово (ЮЗАО), Щербинка (НАО), Краснопахорский и частично Брестское шоссе на территории района Вороново (ТиНАО).
Именно здесь проходила Старая Польская дорога, издавна ведущая в Варшаву. Нынешнее название шоссе носит с 1950 года, когда в его состав были включены бывшее Серпуховское шоссе, улицы Верхние и Нижние Котлы.
Старинная дорога из Москвы в Варшаву вела когда-то сначала на юг и шла через Подольск, лишь далее уклоняясь на запад. При реконструкции Серпуховского шоссе (так называлась эта дорога в течение последнего столетия — по имени старого подмосковного города Серпухова) в обновлённую улицу были включены улицы двух подмосковных сёл — Верхн. и Нижн. Котлов. Тогда и было принято решение восстановить для реконструированной магистрали (к югу от Б. Тульской улицы) имя старинной дороги.«Имена московских улиц», Путеводитель, 1988
Нумерация домов ведётся от Большой Тульской улицы. Занимает 2-е место среди самых длинных улиц России согласно исследованию «Яндекса».
От эстакады Курского направления Московской железной дороги и вплоть до первых домов в районе Щербинки Варшавское шоссе является границей между Московской областью и районом Южное Бутово, в состав которого входит и полотно шоссе, и западная его сторона.
Вдоль шоссе стояло много частных домов чётных номеров (170—262), которые были снесены в середине 2000-х годов при расширении шоссе от МКАД до Щербинки.

## История
Московско-Варшавское шоссе было проложено в середине XIX века после решения шоссировать идущие от Москвы важнейшие дороги в том числе и Московско-Брестское шоссе. 9 декабря 1846 года вышел указ императора Николая I об именовании сооружаемого до Брест-Литовска шоссе Московско-Варшавским. В Москве шоссе начиналось от Серпуховской Заставы. Инженеры корпуса путей сообщения, проектирующие дорогу, стремились привязать её к возможно большему числу населённых пунктов. К югу от Москвы оно проходило через деревню Волхонку, Подольск и далее на запад через Кресты, Малоярославец, Медынь, Юхнов, Рославль, фактически предваряя нынешнюю трассу А130 в Беларусь. Участок от Варшавы до Бреста был пущен в 1823 году, а встречный, от Москвы, вступил в строй в 1849 году.
К Летним Олимпийском играм 1980 года сразу за МКАД началось строительство скоростного ответвления от Варшавского шоссе в Крым — скоростного Симферопольского шоссе М2, спроектированного в объезд населённых пунктов.

## Примечательные здания и сооружения

### По нечётной стороне
- № 1 — складские помещения, бизнес-центр.
- № 5, корпус 1 — административное здание.
- № 7 — жилой дом постройки 1889 года, перестроенный в 1930-е годы[6].
- № 9 — бывшая Даниловская мануфактура. Сейчас бизнес-центр и гостиница «Азимут». В разное время в этом здании располагались редакции и студии телеканалов ТВ-3[7], 2х2[8], «MTV Россия»[9], 7ТВ/«Семёрка»[10], Муз-ТВ[11], «Канал Disney», «Ю», «Пятница!»[12], а также представительство Paramount Global (ранее — ViacomCBS, Viacom) в России, Украине, СНГ и странах Балтии[13].
- № 23 — Московская академия экономики и права.
- № 37 — ФГУП Почта России (бывший Международный почтамт).
- № 39а — ФБУ «Территориальный фонд геологической информации по центральному федеральному округу» (ФБУ «ТФГИ по ЦФО»).
- № 41 — АО (ФАО) «Ферейн» с рекламой Единой России на торце здания[14], банк «Русский стандарт».
- № 71, корпус 1 — Московский еврейский театр «Шалом».

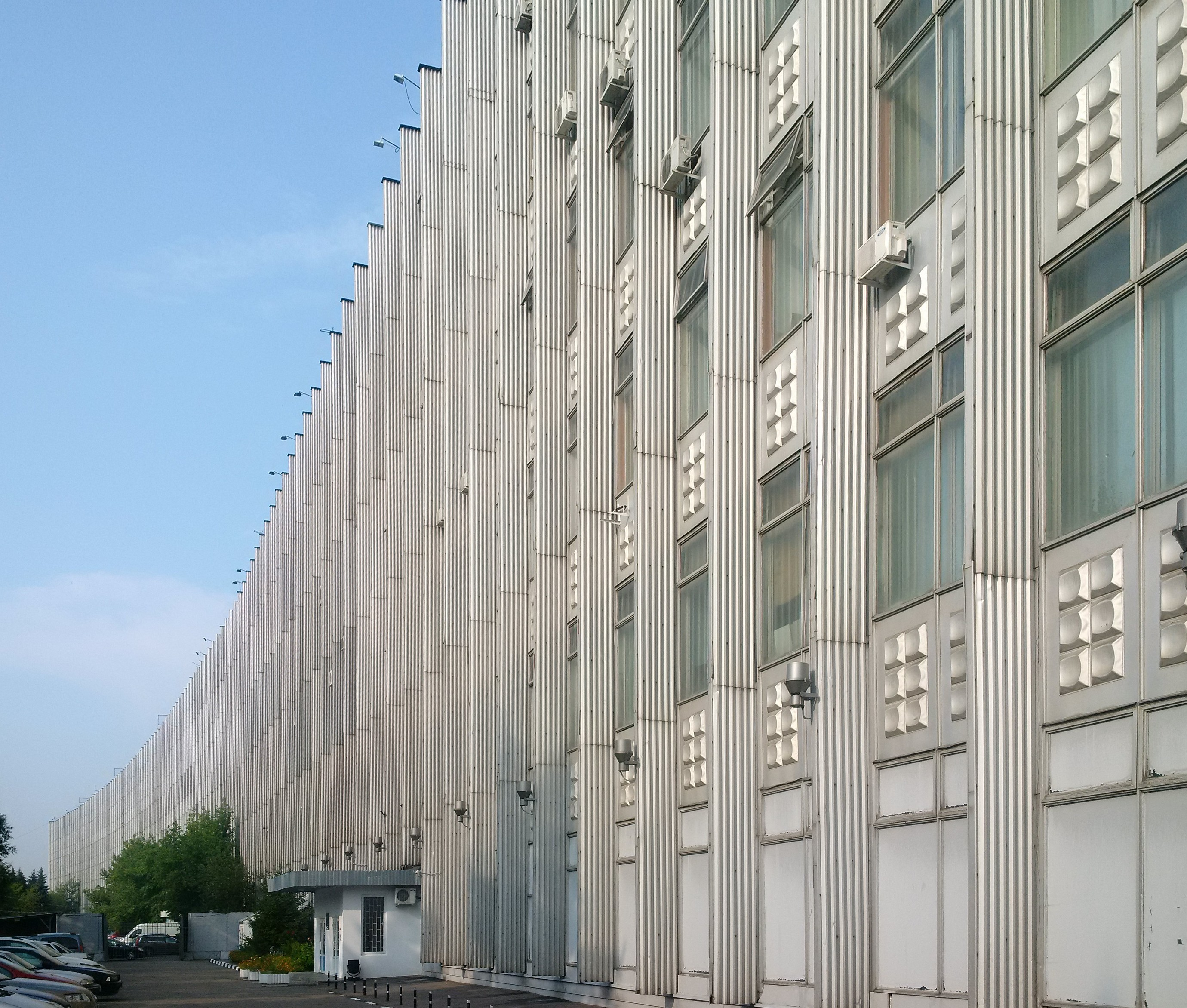
Дом № 125, Научно-исследовательский центр электронно-вычислительной техники

- № 75, корпус 2 — Чертановская межрайонная прокуратура.
- № 87б — Торгово-досуговый центр «Варшавский» (2005, архитекторы А. Чернихов, М. Рубен, Н. Жорова)[15].
- № 93 — электродепо «Замоскворецкое» (ТЧ-7).
- № 95 — электродепо «Варшавское» (ТЧ-8).
- № 125 — самое длинное здание в Москве (735,8 метров)[16][17]. Здесь находится Научно-исследовательский центр электронно-вычислительной техники, большое количество помещений которого в настоящее время сдаётся под офисы.

### По чётной стороне
- № 2 — кирпичный «сталинский» дом, этажность из-за особенностей рельефа варьируется от 10 до 12 этажей, в советское время на первом этаже располагался ЗАГС Советского района, а на крыше — неоновая надпись «Не занимай левый ряд при свободном правом»[18].
- № 4 — жилой дом 1917 года постройки[6].
- № 8 — Государственный научный центр Российской Федерации «Всероссийский научно-исследовательский институт геологических, геофизических и геохимических систем» (ФГУП ГНЦ РФ «ВНИИгеосистем»).
- № 10 — Стоматологическая клиника, аптека сети ГУП «Столичные аптеки», офис партии Единая Россия.
- № 10, корпус 2 — жилой дом 1917 года постройки[6].
- № 10, корпус 4 — 8-этажный кирпичный сталинский дом, архитектор З. М. Розенфельд.
- № 12 — Школа № 630.
- № 14 — Учебно-спортивный центр «Труд», «Планета-фитнес».
- № 16 — жилой дом с магазинами на первом этаже.
- № 24А — АЗС «Лукойл».
- № 26 — бывший центральный офис «МММ», ныне автоцентр «Ал-сим», банк «Авангард», автоцентр «Волна».
- № 28 — ресторан «Якитория», магазины.
- № 32 — «Клиника здоровья», вещевой магазин «Сток-центр».
- № 34 — «Варшавские бани», Сикхский культурный центр (Московская гурудвара).
- № 40 — Пожарная часть № 24. Построена в 1934 году по проекту архитектора Лебедева. По тому же проекту построена пожарная часть № 25 на Студенческой улице[19].
- № 46 — ОАО «Научно-исследовательский институт технической физики и автоматизации».
- № 56 — ВНИИТС.
- № 60 и № 64, корп. 1 — шестиэтажные жилые здания, представляют собой застройку второй половины 1940-х годов.
- № 72, корпус 2 — экспериментальный пятиэтажный жилой дом с поперечными несущими стенами (1958, архитекторы З. М. Розенфельд, Б. В. Леонов, инженер А. Г. Дроздов)[20].
- № 118 — Управа района Чертаново Северное.
- № 118 корпус 1 — Московский центр боевых искусств — крупнейший в Европе спортивный комплекс, специализирующийся на развитии различных видов единоборств[21].
- № 122а — автосалон Volvo Musa Motors.
- № 144, корп. 2 — жилой дом. Здесь в 1983—2006 годах жил языковед Максим Шапир[22].
- № 154, корп. 2 — жилой дом. Здесь жила камерная певица Лидия Давыдова[23].
- № 160 — Торгово-развлекательный центр «Атлантис» (2013).

За МКАД
- № 174 — частный дом, мешавший расширению дороги, владельцы которого долго препятствовали его сносу[24] в связи с недостаточным размером компенсации. В результате в этом месте проезжая часть в область сужается с 4 до 2 полос. В ноябре 2012 года всё-таки начался снос дома[25]. По состоянию на 2015[26] и на июнь 2017 года дом стоит, дорога расширена[27].

## Транспорт

### Наземный транспорт
Трамвай
От Автозаводского моста до Донбасской эстакады проходят трамваи 3, 16; от платформы «Тульская» до станции метро «Нагатинская» — трамваи 47, 49. Также на шоссе имеются разворотные кольца «Нижние Котлы» и «Новоданиловский проезд».
Троллейбус
Долгое время по шоссе проходили троллейбусы 1, 1к, 8, 37, 40, 46, 52, 71. Маршрут 46 был отменён в 2014 из-за незначительного пассажиропотока. Маршрут 1 был закрыт 2 мая 2016 в рамках благоустройства ряда центральных улиц, по которым проходил маршрут, и заменён автобусом т1 (до 8 октября 2016). 8 октября 2016 был закрыт маршрут 1к в связи с вводом сети Магистраль и продлением маршрута 8. До мая—июня 2017 также проходили маршруты троллейбусов 40, 71, в ноябре—декабре 2016 частично заменённые автобусами по будням в связи с нехваткой троллейбусов. Маршрут 71 был полностью переведён на автобусы 13 мая 2017, а маршрут 40 с 10 декабря 2016 работал по только по выходным, полностью обслуживался автобусами 17 автобусного парка в будние дни. С 3 июня по 7 октября 2017 года троллейбус 40 временно заменялся автобусом т40. С 8 октября 2017 года по всем дням недели снова ходит троллейбус 40. С 11 июня 2020 года троллейбус 40 вновь заменён автобусом т40. Троллейбус 52 с ноября 2016 по март 2017 по будням частично обслуживался автобусами, а с 21 мая 2020 года заменён на обслуживание автобусами полностью. С 18 июня 2020 года троллейбус 8 заменён на обслуживание автобусами.
Автобус
На разных участках шоссе проходят автобусы: е85, е91, е99, м95, м86, 18, 94, 108, 379, 406, 407, 410, 417, 430, 446, 507к, 520, 548, 737, 844, 868к, 885, 922, 944, 947, 948, 965, 990, 1004, 1019к, 1142, 1201, 1202, 1224к, 1231к, с53, с163, с806, с811, с908, с910, с914, с916, с919, с929, с935, с951, с962, с977, с986, с986э, т52, н8.

### Метро и Московское центральное кольцо
- Станция метро  Тульская (400 м)
- Станция МЦК  Верхние Котлы (220 м)
- Станция метро  Нагатинская
- Станция метро  Нахимовский проспект (750 м)
- Станция метро  Варшавская
- Станция метро  Чертановская (750 м)
- Станция метро  Южная (300 м)
- Станция метро  Пражская (400 м)
- Станция метро  Улица Академика Янгеля
- Станция метро  Аннино

### Железнодорожные платформы и станции

#### Павелецкое направление
- Платформа Тульская
- Платформа Верхние Котлы
- Платформа Нагатинская
- Станция Коломенское и платформа Варшавская
- Платформа и станция Чертаново

#### Курское направление(МЦД-2)
- Платформа Покровская
- Станция Красный Строитель
- Платформа Битца
- Платформа Бутово
- Станция Щербинка